# Große Rhone

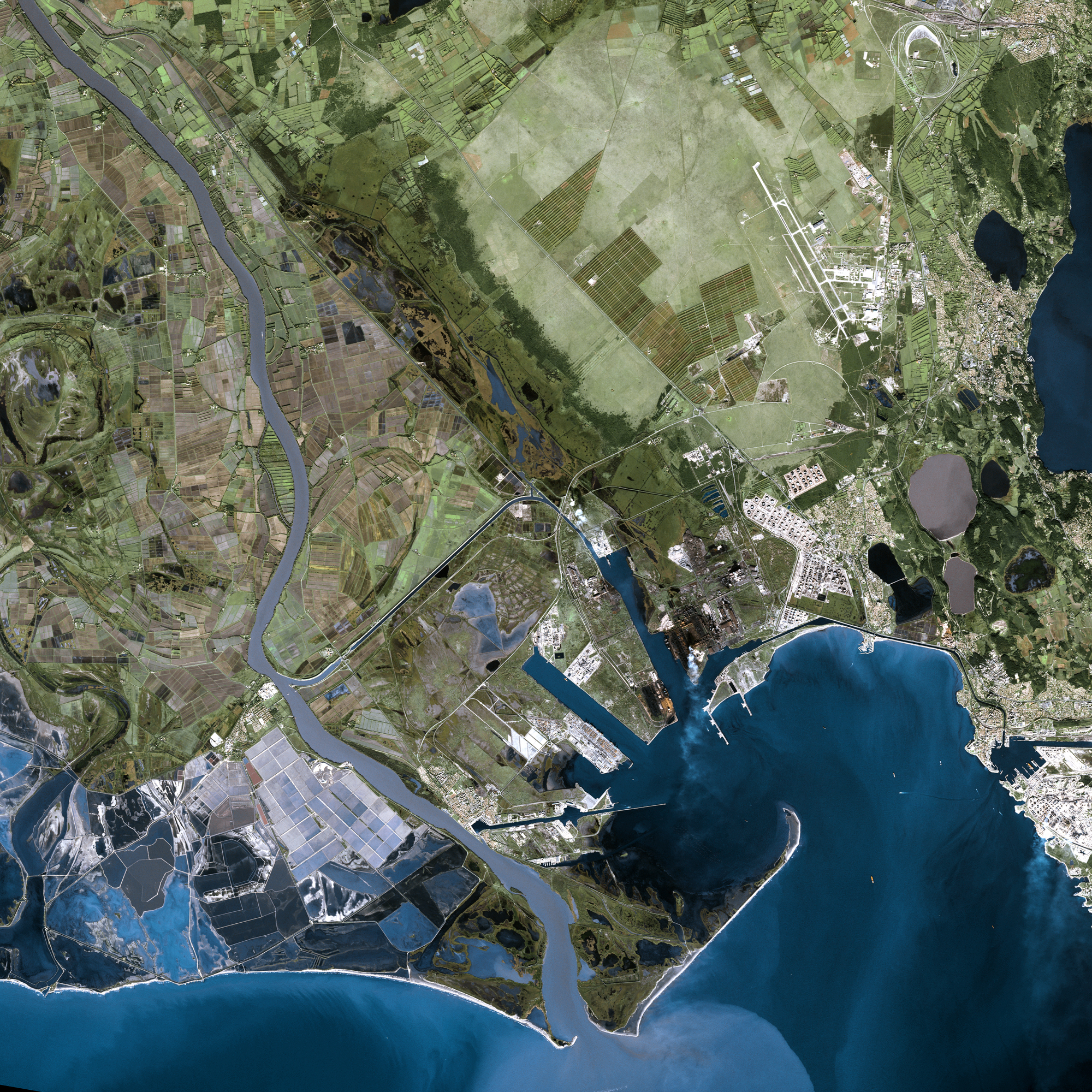
Die südlichen zwei Drittel der Großen Rhone mit der Mündung ins Mittelmeer

Der Begriff Große Rhone (frz. Grand Rhône oder Grand-Rhône) bezeichnet den breiteren, östlichen (orographisch linken) der beiden Mündungsarme der Rhone ins Mittelmeer. Er beginnt bei der Rhône-Gabelung (hier zweigt die Kleine Rhone ab) etwa 3 Kilometer nördlich von Arles und mündet nach etwa 50 Kilometern südlich von Port-Saint-Louis-du-Rhône zwischen dem Strand Plage de Piémanson im Westen und der ehemaligen Insel They de Roustan im Osten. Sein westliches Ufer gehört zur Camargue, östlich wird er größtenteils von der durch den Canal d’Arles à Fos und der Grand Rhône gebildeten „Insel“ Plan du Bourg begrenzt. Abgesehen von den ersten beiden, das Département Gard berührenden Kilometern verläuft er durchgehend im Département Bouches-du-Rhône.
Die Große Rhône führt etwa 90 Prozent der Gesamtwassermenge der Rhône, die sich im Durchschnitt auf 1700 Kubikmeter pro Sekunde beläuft, bei Hochwasser (2003) aber auf bis zu 13.000 Kubikmeter wachsen kann. Jedes Jahr transportiert sie 10 (vor dem Bau zahlreicher Staudämme an den Nebenflüssen sogar 20) Millionen Kubikmeter Schwebstoffe, Sand und Geröll ins Mittelmeer, was dort auf lange Sicht für die Schifffahrt den ungehinderten Zugang zum Golf von Fos mit dem wichtigen Industriehafen in Fos-sur-Mer gefährdet. Der erhebliche Wasser- und Feststofftransport ist auch der Grund dafür, dass der Fluss früher im Unterlauf häufig versandete, unvorhersehbare Strömungen auftraten und sein Verlauf gelegentlich wechselte. Aus dieser Zeit stammen zahlreiche, allmählich verlandende ehemalige Flussarme.

## Geschichtliches

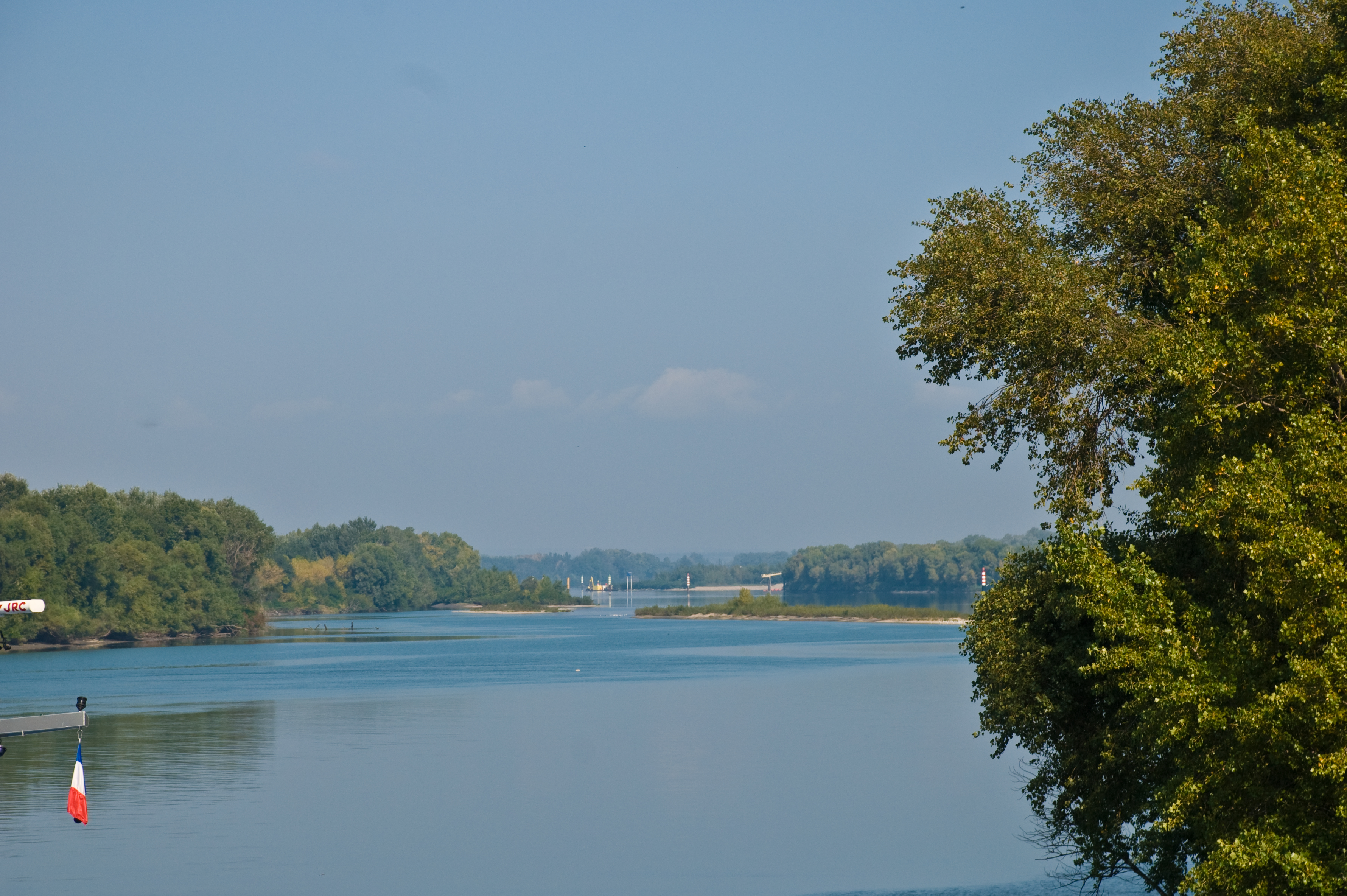
Große Rhone bei Arles

Bereits der römische Feldherr Marius ließ 101 v. Chr. zur Umgehung der kaum schiffbaren Mündung einen Kanal (die so genannten Fossae Marianae, heute noch im Verlauf des Bras Mort Richtung Port de Fos erkennbar) erbauen. Seit dem Hochwasser von 1587 floss die Große Rhône westlich von ihrem heutigen Weg durch den bei Chamone abzweigenden Bras de Fer (heute noch als Canal du Japon und Lagune Vieux Rhône auf der Landkarte sichtbar) ins Meer. Weil dieser Unterlauf und damit für Seeschiffe der gesamte Fluss bis Arles nicht zuverlässig befahrbar zu machen war, ließ Ludwig der XIV. von verschiedenen Ingenieuren bereits alternative Zugänge planen. Beim Hochwasser 1711 (nach anderer Quelle 1712) floss die Große Rhône jedoch überraschend im Wesentlichen über den 1706 von Menschenhand geschaffenen, bis dahin schmalen Canal des Launes. Dieser wurde daraufhin ausgebaut, so dass seit 1725 der heutige, bis zur damaligen Mündung schiffbare Flussverlauf bestand und der Bras de Fer allmählich verlandete.
Durch Anschwemmungen hat die Große Rhône seither in ihrem Mündungsbereich zahlreiche flache, sumpfige Inseln (provenzalisch they) gebildet und sich im Lauf der Zeit immer weiter ins Meer vorgeschoben. Allein zwischen 1712 und 1846 wuchs sie um 5640 Meter. Allerdings war schon damals absehbar, dass der Zuwachs von am Ende noch 23 Metern pro Jahr sich in Zukunft verringern würde, weil in größerer Entfernung vom ursprünglichen Festland die Mündung weniger geschützt und das Meer tiefer ist.
Weil aber der neu entstandene Teil der Mündung für die aufkommenden Schiffe mit größerem Tiefgang nicht nutzbar war, wurden zwischen 1864 und 1871 der 4 Kilometer lange Ostabzweig Canal Saint-Louis mit dem Hafen Port-Saint-Louis an seinem Ostende und in der Folge die Stadt Port-Saint-Louis-du-Rhône erbaut.
Die Große Rhône wurde zwar seit dem 18. Jahrhundert eingedeicht. Trotzdem kam es aufgrund fehlender Stauflächen Anfang Dezember 2003 zu katastrophalen Überschwemmungen im nördlichen Stadtgebiet von Arles (80 Millionen Euro Schaden).

## Verkehrswege

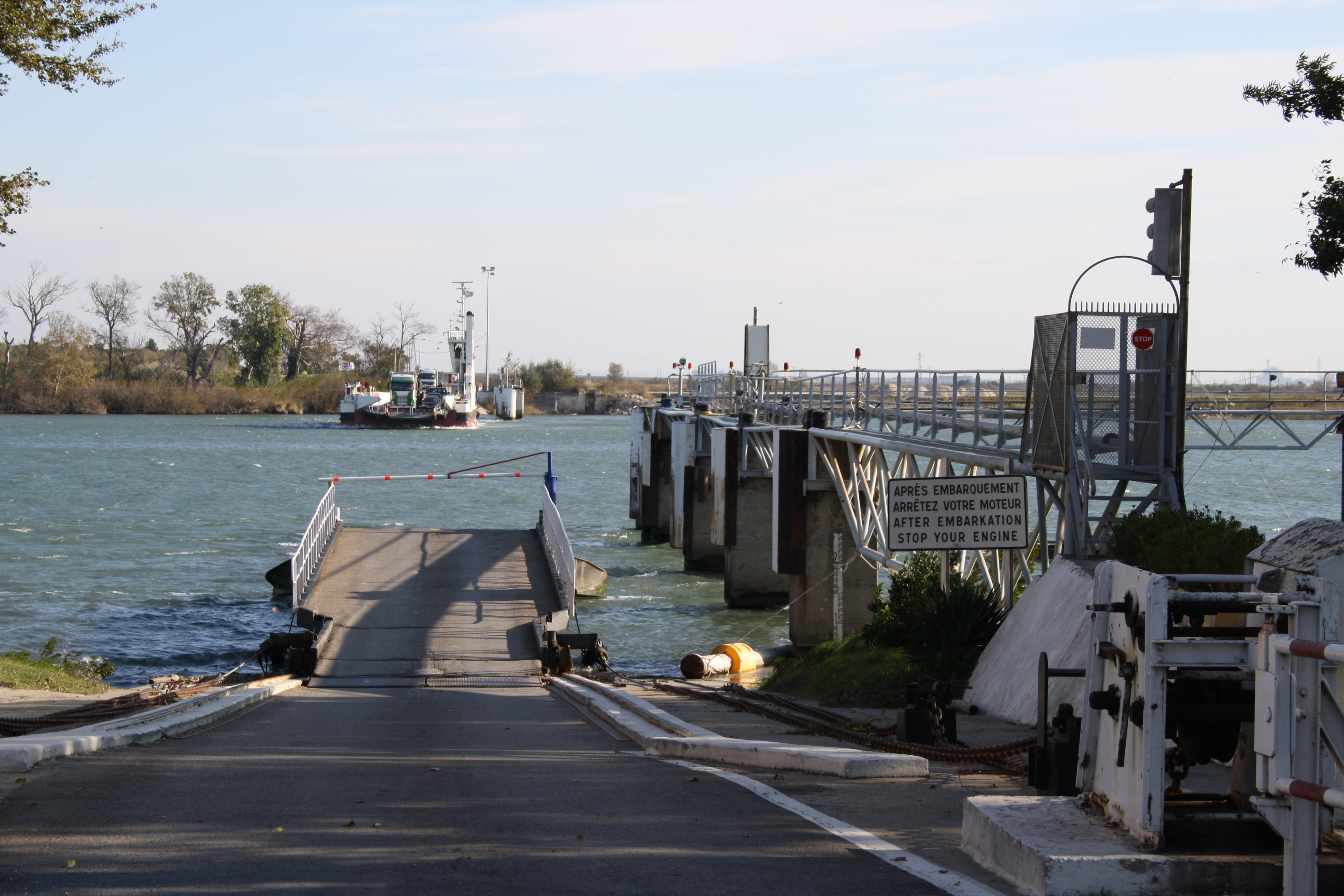
Fähre Barcarin (2009)

Die Große Rhône kann im Rahmen von Flusskreuzfahrten (ab Arles) auch von Touristen befahren werden. Die einzige Überquerung durch eine Straßenbrücke stellt die Überführung der Nationalstraße N 113 (Europastraße E 80) bei Arles dar. Außerdem gibt es noch die auch für den Autotransport geeignete Fähre Barcarin bei Salin-de-Giraud. Parallel dazu existierte eine Eisenbahnbrücke, die die Meerwassersalinen Salins du Midi bei Salin-de-Giraud mit Port-Saint-Louis-du-Rhône und Fos-sur-Mer verband.